# Список наград и номинаций Ёлки
Статья про артиста: Ёлка
Дискография Ёлки
Список наград российской поп-исполнительницы Ёлки включает в себя премии и номинации, полученные певицей с 2008 года
Начала музыкальную карьеру в составе ужгородской группы B&B. В 2004 году подписала контракт с Владом Валовым и выпустила успешный дебютный альбом «Город обмана», с хитами «Девочка в Пежо» и «Хорошее настроение». Впоследствии, в сотрудничестве с Валовым, были выпущены ещё два альбома: «Тени» и «Этот великолепный мир», которые не были такими же успешными, как дебютная работа исполнительницы.

## 2005
| Год  | Награда                 | Номинированная работа | Категория  | Результат |
| ---- | ----------------------- | --------------------- | ---------- | --------- |
| 2005 | MTV Russia Music Awards | Ёлка                  | Лучший рэп | Номинация |

## 2007
| Год  | Награда           | Номинированная работа | Категория | Результат |
| ---- | ----------------- | --------------------- | --------- | --------- |
| 2007 | Золотой граммофон | «Мальчик-красавчик»   | Песня     | Победа    |

## 2008
| Год  | Награда       | Номинированная работа | Категория             | Результат |
| ---- | ------------- | --------------------- | --------------------- | --------- |
| 2008 | Премия Муз-ТВ | Ёлка                  | Лучший хип-хоп проект | Победа    |

## 2010
| Год  | Награда    | Номинированная работа | Категория | Результат |
| ---- | ---------- | --------------------- | --------- | --------- |
| 2010 | Песня года | «Прованс»             | Песня     | Победа    |

## 2011
| Год  | Награда           | Номинированная работа | Категория              | Результат |
| ---- | ----------------- | --------------------- | ---------------------- | --------- |
| 2011 | Премия Муз-ТВ     | Ёлка                  | Лучшая исполнительница | Номинация |
| 2011 | Премия Муз-ТВ     | «Прованс»             | Лучшая песня           | Номинация |
| 2011 | Премия Муз-ТВ     | «Прованс»             | Лучшее видео           | Номинация |
| 2011 | Премия RU.TV      | «Прованс»             | Лучшая песня           | Победа    |
| 2011 | Золотой граммофон | «Прованс»             | Песня                  | Победа    |
| 2011 | Glamour Awards    | Ёлка                  | Певица года            | Победа    |
| 2011 | ZD Awards         | Ёлка                  | Певица года            | Победа    |
| 2011 | ZD Awards         | Ёлка                  | Артист года            | Номинация |
| 2011 | ZD Awards         | «Точки расставлены»   | Альбом года            | Номинация |
| 2011 | Europa Plus Live  | 3 песни Ёлка          | Песни                  | Победа    |

## 2012
| Год  | Награда           | Номинированная работа      | Категория              | Результат |
| ---- | ----------------- | -------------------------- | ---------------------- | --------- |
| 2012 | Премия Муз-ТВ     | Ёлка                       | Лучшая исполнительница | Победа    |
| 2012 | Премия Муз-ТВ     | «Точки расставлены»        | Лучший альбом          | Номинация |
| 2012 | Премия Муз-ТВ     | «Около тебя»               | Лучшая песня           | Номинация |
| 2012 | Премия Муз-ТВ     | «Мальчик» (с Павлом Волей) | Лучший дуэт            | Номинация |
| 2012 | Премия RU.TV      | Ёлка                       | Лучшая певица          | Номинация |
| 2012 | Премия RU.TV      | «Около тебя»               | Лучшая песня           | Победа    |
| 2012 | Золотой граммофон | «Около тебя»               | Песня                  | Победа    |
| 2012 | YUNA              | «Около тебя»               | Лучшая песня           | Победа    |
| 2012 | YUNA              | Ёлка                       | Лучшая исполнительница | Победа    |
| 2012 | Europa Plus Live  | 3 песни Ёлки               | Песни                  | Победа    |

## 2013
| Год  | Награда           | Номинированная работа | Категория        | Результат |
| ---- | ----------------- | --------------------- | ---------------- | --------- |
| 2013 | Премия RU.TV      | Ёлка                  | Лучшая певица    | Номинация |
| 2013 | Премия RU.TV      | «Хочу»                | Лучший саундтрек | Победа    |
| 2013 | Золотой граммофон | «Хочу»                | Песня            | Номинация |
| 2013 | Песня года        | «Хочу»                | Песня            | Победа    |
| 2013 | Песня года        | Ёлка                  | Певица года      | Победа    |
| 2013 | 20 Лучших Песен   | «Хочу»                | Песня года       | Победа    |

## 2014
| Год  | Награда          | Номинированная работа | Категория       | Результат |
| ---- | ---------------- | --------------------- | --------------- | --------- |
| 2014 | Русский Топ      | Ёлка                  | Лучшая певица   | Номинация |
| 2014 | Премия RU.TV     | Ёлка                  | Лучшая певица   | Номинация |
| 2014 | Премия RU.TV     | Фан-клуб Ёлки         | Лучший фан-клуб | Номинация |
| 2014 | Big Love Show    | Ёлка                  | Лучшая певица   | Победа    |
| 2014 | Премия Муз-ТВ    | Ёлка                  | Лучшая певица   | Номинация |
| 2014 | Europa Plus Live | 4 песни Ёлки          | Песни           | Победа    |

## 2015
| Год  | Награда            | Номинированная работа      | Категория               | Результат |
| ---- | ------------------ | -------------------------- | ----------------------- | --------- |
| 2015 | Big Love Show      | Ёлка                       | Лучшая певица           | Победа    |
| 2015 | Tophit Awards 2015 | Ёлка                       | Самая ротируемая певица | Победа    |
| 2015 | Tophit Awards 2015 | «Ты знаешь» (feat. Burito) | Самый популярный дуэт   | Победа    |
| 2015 | Премия RU.TV       | «Всё зависит от нас»       | Лучший саундтрек        | Победа    |
| 2015 | Премия RU.TV       | Ёлка                       | Лучшая певица           | Номинация |
| 2015 | Премия Муз-ТВ      | Ёлка                       | Лучшая исполнительница  | Номинация |
| 2015 | Золотой граммофон  | «Прованс»                  | Лучшее за десятилетие   | Победа    |
| 2015 | Песня года         | «Моревнутри»               | Песня года              | Победа    |
| 2015 | Песня года         | Ёлка                       | Певица года             | Победа    |

## C 2015
| Год  | Награда                                               | Номинированная работа | Категория                                       | Результат |
| ---- | ----------------------------------------------------- | --------------------- | ----------------------------------------------- | --------- |
| 2016 | Премия RU.TV                                          | Ёлка                  | Певица года                                     | Победа    |
| 2016 | Золотой граммофон                                     | «Грею счастье»        | Песня                                           | Победа    |
| 2016 | Российская национальная музыкальная премия «Виктория» | Ёлка                  | Лучшая поп-исполнительница                      | Победа    |
| 2017 | Российская национальная музыкальная премия «Виктория» | «А я тебя нет»        | Лучшая песня (мелодия) к кинофильму или сериалу | Победа    |
| 2018 | Золотой граммофон                                     | «Мир открывается»     | Песня                                           | Победа    |
| 2020 | Золотой граммофон                                     | «Мне легко»           | Песня                                           | Победа    |
| 2020 | Top Hit Music Awards                                  | Ёлка                  | Артист десятилетия                              | Победа    |

Золотой Граммофон
- 2007 — «Мальчик-красавчик»
- 2011 — «Прованс»
- 2012 — «Около тебя»
- 2014 — «Лети, Лиза»
- 2015 — «Прованс» (Юбилейная церемония)
- 2016 — «Грею счастье»
- 2018 — «Мир открывается»
- 2020 — «Мне легко»
- 2023 — «Заново»